# Delilah Cotto

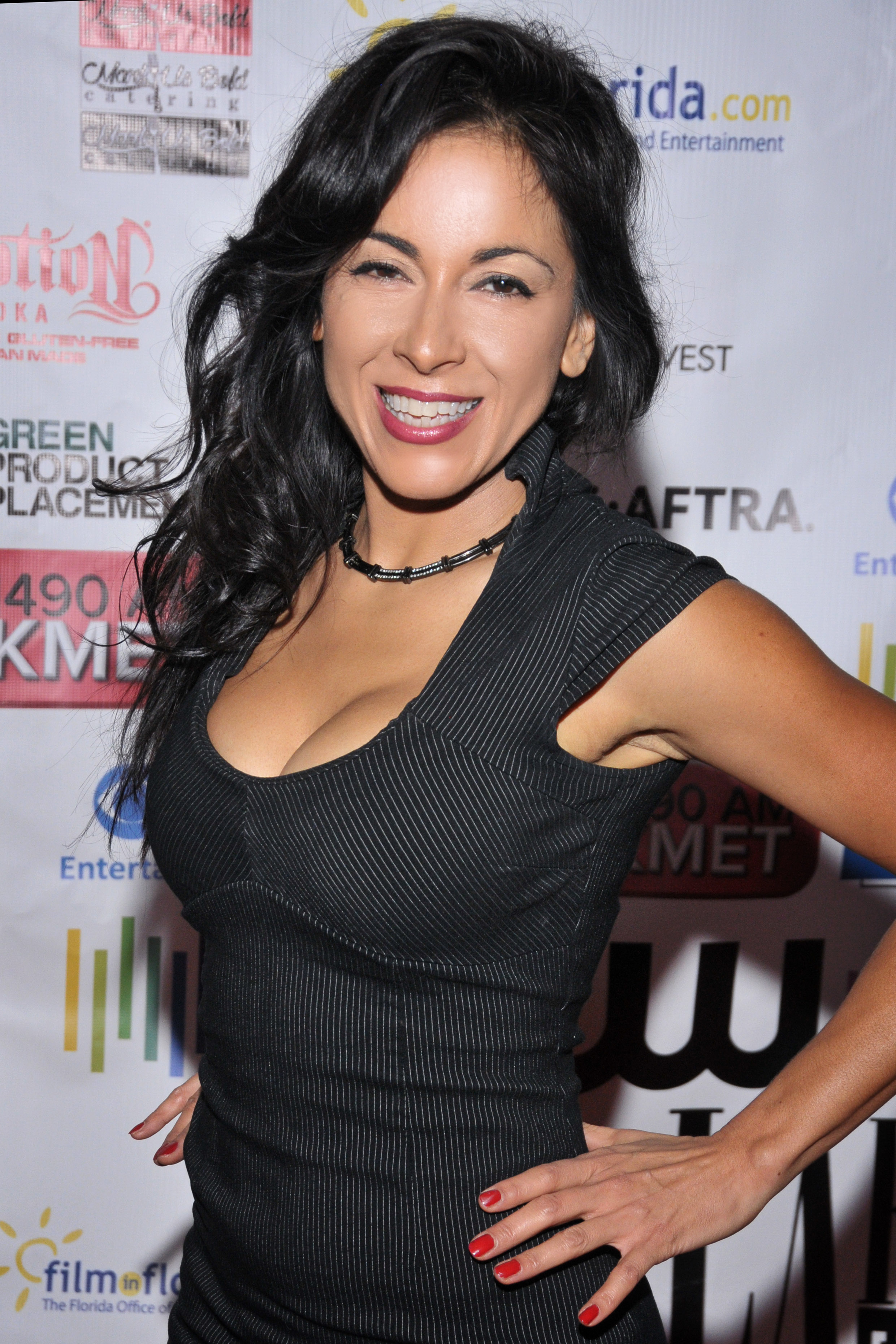
Delilah Cotto (2015)

Delilah Cotto (* 26. November 1980 in New York City, New York) ist eine US-amerikanische Schauspielerin.

## Leben und Leistungen
Cotto studierte in New York City Schauspielkunst. Sie debütierte in einer kleinen Nebenrolle an der Seite von Morgan Freeman im Filmdrama Der knallharte Prinzipal aus dem Jahr 1989. In der ca. 18 Minuten langen Komödie A Whole New Day (1999), die eine Auszeichnung des Northampton Film Festivals als Bester Kurzfilm erhielt, trat sie neben James Gandolfini in einer größeren Rolle auf. Eine größere Rolle spielte sie auch an der Seite von John Leguizamo im Thriller Imperium – Zwei Welten prallen aufeinander (2002). Im Episodenfilm Stories of Lost Souls (2006) war sie erneut neben James Gandolfini zu sehen.

## Filmografie (Auswahl)
- 1989: Der knallharte Prinzipal (Lean on Me)
- 1996: Girl 6
- 1999: A Whole New Day (Kurzfilm)
- 1999: Personals
- 2002: Imperium – Zwei Welten prallen aufeinander (Empire)
- 2004: Stories of Lost Souls
- 2006: Splinter
- 2006: Broken Circle (Kurzfilm)
- 2007: Rockaway
- 2007: Tödliche Währung – Abgerechnet wird zum Schluss (Illegal Tender)